# Fondazione Gurdjieff

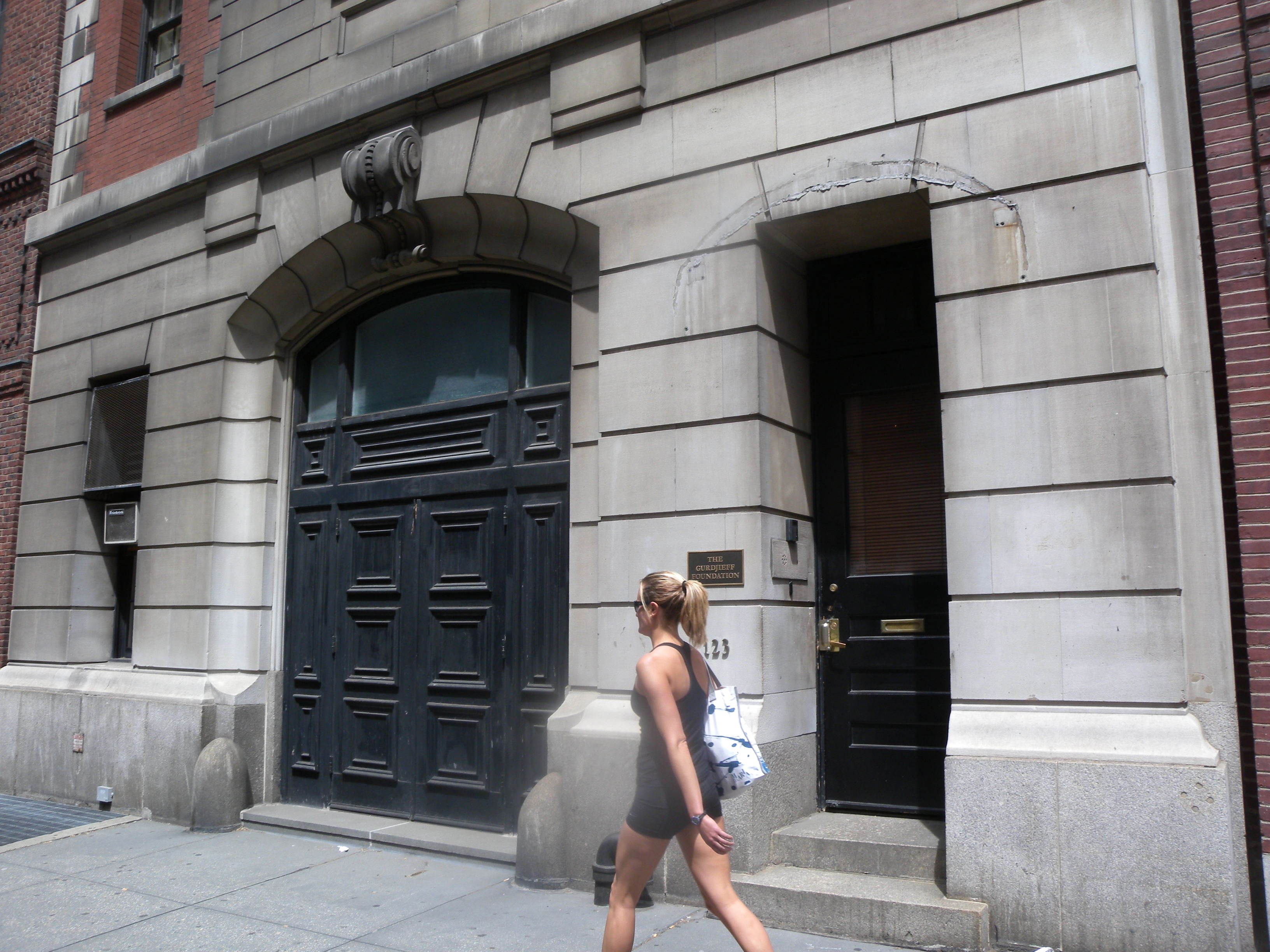
Sede della Fondazione Gurdjieff di New York

La Fondazione Gurdjieff (o Gurdjieff Foundation) è la scuola, diffusa in varie parti del mondo, che si occupa di tramandare l'insegnamento del filosofo e mistico Georges Ivanovič Gurdjieff. 
L'organizzazione viene costituita nei primi anni cinquanta dalla sua discepola Jeanne de Salzmann, seguendo le istruzioni ricevute direttamente dallo stesso Gurdjieff.
Scopo della Fondazione - guidata da Madame de Salzmann fino al 1990, anno della sua morte -  è di trasmettere e preservare l'insegnamento originario di Gurdjieff, mediante l'organizzazione di gruppi di lavoro e la trasmissione regolare dei cosiddetti "movimenti", le particolari danze sacre di cui la Scuola è custode, che vengono insegnate e apprese esclusivamente nell'ambito del più ampio insegnamento di Gurdjieff. Dal 1990 fino alla sua scomparsa nell'agosto 2001, a guidare l'organizzazione è stato Michel de Salzmann, figlio di Jeanne de Salzmann.
Il lavoro della Fondazione continua oggi sotto la guida diretta di alcuni allievi anziani, fra cui Jean Claude Lubchansky e Peter Brook. Il coordinamento dei gruppi in tutto il pianeta è affidato all'Associazione Internazionale delle Fondazioni Gurdjieff, a cui fanno riferimento le quattro principali organizzazioni: la Gurdjieff Foundation negli Stati Uniti, la Gurdjieff Society nel Regno Unito, lo "storico" Institut Gurdjieff di Parigi e la Fundaciòn Gurdjieff di Caracas in Venezuela. In Italia la Fondazione è presente con la rete di Associazioni e Centri Italiani Studi sull'Uomo G.I. Gurdjieff, presente a Milano, Torino, Roma, Palermo e Cagliari.
Primo presidente della Gurdjieff Foundation di New York è stato Lord John Pentland, che ha guidato i gruppi statunitensi fino alla sua morte avvenuta nel 1984. La Fondazione è stata poi guidata dal pittore Paul Reynard. Attualmente, l'organizzazione newyorkese è guidata da Frank R. Sinclair. In India la scuola è guidata da Ravi Ravindra, che fu allievo di Mme De Salzmann. Comunque, il principale nucleo della Scuola, oggi come al tempo di Gurdjieff, è a Parigi.